# Greenland Puli Center
Il Greenland Puli Center è un grattacielo situato a Jinan, nello Shandong, in Cina. Ha un'altezza di 301 metri. Progettato da Skidmore, Owings & Merrill, la costruzione è iniziata nel 2010 e si è conclusa nel 2015.